# John D. Hertz
John Daniel Hertz (Sklabiňa, 10 aprile 1879 – Chicago, 8 ottobre 1961) è stato un imprenditore e filantropo statunitense, di origine Slovacchia.
Nel 1915 fondò la Yellow Cab Company a Chicago per fornire un servizio di trasporto passeggeri a basso costo. All'inizio del XX secolo i servizi di trasporto con autovettura dotata di autista erano disponibili solo per la parte più ricca della società e Hertz pensava che ci fosse un grande potenziale per offrire tali servizi a un prezzo inferiore e ad una platea di clientela più ampia. I suoi taxi gialli facilmente riconoscibili divennero popolari e presto il suo giro d'affari si diffuse in tutti gli Stati Uniti. Nel 1924 ampliò la sua attività includendo il noleggio auto, attraverso l'acquisto della società di noleggio esistente di Walter L. Jacobs e poi rinominata "Hertz Drive-Ur-Self System". Nel 1926 vendette entrambe le attività alla GM e rimase in qualità di amministratore. Nel corso dei decenni, la società si è poi trasformata in una delle più grandi compagnie di autonoleggio del mondo, denominata "The Hertz Corporation", in onore di John Hertz.